# مسعود الشيخي
مسعود الشيخي (2 يونيو 1988 -)، مغني ليبي.

## أعماله
- فقدت أصحاب [1]
- سلم جيشك [2]
- انده يا وطني [3]
- هانت [4]

## لقاءات
- برنامج أخبار البلاد عبر قناة ليبيا الحدث [5]